# Tumbarumba
Tumbarumba (1 487 habitants) est une ville de la Riverina, en Nouvelle-Galles du Sud en Australie, à environ 500 km au sud-ouest de Sydney.
La ville est relativement proche du fleuve Murray, le principal fleuve d'Australie et du Mont Kosciuszko son point culminant.
La ville fut fondée en 1850 après la découverte d'or dans la région. L'exploitation de l'or cessa en 1930 et à l'heure actuelle, l'économie de la ville est basée sur le bois, l'agriculture et le tourisme.